# Зелёное (Гуляйпольский район)
Зелёное (укр. Зелене) — село,
Петровский сельский совет,
Гуляйпольский район,
Запорожская область,
Украина.
Код КОАТУУ — 2321885002. Население по переписи 2001 года составляло 141 человек.

## Географическое положение
Село Зелёное находится на левом берегу реки Гайчур,
выше по течению на расстоянии в 1,5 км расположен город Гуляйполе,
ниже по течению на расстоянии в 2 км расположено село Еленоконстантиновка,
на противоположном берегу — село Варваровка.

## История
- 1932 год — дата основания как хутор Зеленый.

## Известные уроженцы
- Дашевский, Алексей Григорьевич (1930—2005) — украинский и советский писатель.